# Кубок Виктории 2008

Кубок Виктории 2008 — первый розыгрыш кубка Виктории. 1 октября состоялся один матч между победителем Кубка европейских чемпионов магнитогорским Металлургом и представителем НХЛ — Нью-Йорк Рейнджерс на «Пост Финанс-Арена» в Берне. Игра проходила по международным правилам.
Матчу предшествовал товарищеская игра между СК Берн и Нью-Йорк Рейнджерс 30 сентября 2008, закончившаяся со счётом 8:1 в пользу гостей. Это была первая встреча швейцарского клуба с командой из НХЛ. После участия в Кубке Виктории «Рейнджерс» провели две игры регулярного сезона НХЛ с Тампа Бэй Лайтнинг в Праге 4 и 5 октября на O2-арене.

## Ход матча
| 1 октября, 2008                                                                        | \| Металлург \| 3 : 4 (2:0, 1:1, 0:3) Протокол \| Нью-Йорк Рейнджерс \| \| Денис Платонов, 01:28 Владимир Маленьких, 18:07 (бол.) Николай Заварухин, 30:20 (бол.) \| Голы \| Крис Друри, 39:37 (бол.) Дэн Фритше, 45:45 Крис Друри, 50:13 (бол.) Райан Каллахан, 59:40 \| | Пост Финанс-Арена Зрителей: 13794 Судья: Ohalloran D., Ronn J.                            |
| Металлург                                                                              | 3 : 4 (2:0, 1:1, 0:3) Протокол | Нью-Йорк Рейнджерс                                                                        |
| Денис Платонов, 01:28 Владимир Маленьких, 18:07 (бол.) Николай Заварухин, 30:20 (бол.) | Голы | Крис Друри, 39:37 (бол.) Дэн Фритше, 45:45 Крис Друри, 50:13 (бол.) Райан Каллахан, 59:40 |